# Relaciones Bangladés-Panamá
Relaciones Bangladés-Panamá se refiere a las relaciones históricas entre Bangladés y Panamá. Ambos países disfrutan de relaciones cordiales con intenciones de expandirla aún más. Ningún país tiene un embajador residente.

## Visitas de alto nivel
El exsecretario de Exteriores de Bangladés, Mohamed Mijarul Quayes, realizó una visita oficial a la Ciudad de Panamá en 2011.

## Cooperación política
En 1977, Bangladés apoyó a Panamá en la entrega del Canal de Panamá de los Estados Unidos a Panamá a través de los Tratados Torrijos-Carter.

## Cooperación en el transporte marítimo
Debido a la vasta experiencia de Panamá en servicios de transporte marítimo internacional, Bangladés ha buscado la asistencia de Panamá en este sector. En 2013, Bangladés y Panamá firmaron un acuerdo bilateral a través del cual los marinos de Bangladés recibieron oportunidades de empleo en el sector marítimo de Panamá.

## Cooperación económica
Tanto Bangladés como Panamá han expresado su profundo interés en fortalecer las actividades económicas bilaterales entre los dos países. En 2011, una delegación de negocios de Bangladés coordinada por el Ministerio de Comercio realizó una visita a Panamá para explorar posibles vías para expandir el comercio y la inversión bilaterales.